# 西岡喜平
西岡 喜平（にしおか きっぺい、1899年（明治32年）9月8日 - 没年不明）は、日本の政治家。元小松島市長。旧制神戸育英高等学校卒業。徳島県小松島市出身。

## 経歴
小松島市出身。1916年（大正5年）、旧制神戸育英高等学校中退。
その後、小松島町役場に就職し、土木係技手・土木係主任・土木課長を経て1947年（昭和22年）に小松島町助役に就任。1949年（昭和24年）には小松島町長に就任。
1951年（昭和26年）に初代小松島市長に当選。1953年（昭和28年）まで2期を務めた。また小松島選挙管理委員長等を歴任した。